# .ie
.ieはアイルランドの国別コードトップレベルドメイン(ccTLD)。ドメインの登録基準は北アイルランドを含めるアイルランド島全域の居住者・関係者にまで開かれている。
.ieドメインは、1989年にジョン・ポステルから委譲されて以来、2000年にIEドメインレジストリ(IE Domain Registry,IEDR)が設立されるまでダブリン国立大学によって運営されていた。同大学は現在でもInternet Assigned Numbers Authority（IANA、アイアナ）への出資団体である。IEDRは、同様の他団体と比べて登録・制限が保守的であるといわれる。例えばIEDRは登録に個人名を許可しない方針をとっている。これは.ieドメインがもともと事業用のccTLDで、アイルランド人の事業や、アイルランドで行われる事業のためのドメインであったためである。
登録方針は近年になってやや自由化され、一般的な語を登録できないという規定も取り下げられた。だが現在でも、.ieドメインの登録者は、登録しようとするドメイン名との関係の資格や証明を提出しなければならない。
このようなIEDRの登録基準の結果、町や村のウェブサイト(Killavullenなど)の中には、.comドメインを代わりに選ぶものもあった。このようなサイトは大抵居住者がボランティアで運営していたもので、ほとんどの州・市・町などの自治体のサイトはieのドメインを取得していた。.ieドメインは地名によるドメイン名取得に厳しい制限があり、通常は州・市・町の自治体にしか許可されていない。
.ieドメインの小売価格は30ユーロから100ユーロで、.comや.netなどのgTLDに比べて非常に高価である。この伝統的な高値のため、.ieドメインは.com、.net、.org、.bizなどに比べて普及が遅れた。しかしながらIEDRはここ数年.ieの小売価格を引き下げており、それにともなって登録者の数も増えてきている。
IEDRに直接登録することもできるが、通常は.ieの小売業者を通じて登録することになる。IEDRへ直接登録したほうが高くなるためである。
公式なセカンドレベルドメインの方針はまだない。しかしながらedu.ieやgov.ieなど明らかなセカンドレベルドメインはすでに存在する。アイルランドのインターネット・コミュニティは、ほとんど無いも同然のセカンドレベルドメインを導入するべきか数年にわたって議論を続けている。
アイルランド政府はgov.ie ドメインを多くの公式ウェブサイトで使っているが、それぞれの省庁は自前の.ieドメインを持っている。アイルランド政府のポータルサイトはirlgov.ieである。
他のTLDの名前、2文字の名前、過激な名前(porn.ieなど)を始めとして、数多くのドメイン名がルールで登録禁止になっている。2文字のドメイン名は「文字+数字」の形なら登録できる。また2文字禁止のルールが制定される前に取得されたリムリック大学のul.ieドメインは唯一の例外となっている。通常、forbiddenカテゴリのドメインはWHOIS情報を残すが、.ieでは残らない。
2008年4月、.ieドメインの登録数が10万に達した。これは、2007年8月にパーソナルドメイン名（Personal Domain Name）が導入されたことが要因の一つである。登録者の個人名とその別綴りが、公共料金の請求書やパスポートによる証明があればドメイン名として登録できるようになったのである。登録の拡張によって.ieドメインの人気は上昇している。.comドメインの登録者のほうがまだ多いとはいえ、アイルランドでの新規事業には取得しやすくなった.ieドメインのほうが好まれている。現在、営業日ごとに130の新しい.ieドメインが登録されている。